# Christiane Nüsslein-Volhard
Christiane Nüsslein-Volhard (Magdeburgo, 20 de outubro de 1942) é uma bióloga alemã.
Foi agraciada com o Prêmio Albert Lasker de Pesquisa Médica Básica de 1991 e com o Nobel de Fisiologia ou Medicina de 1995, juntamente com Edward Lewis e Eric Wieschaus, por suas pesquisas sobre controle genético do desenvolvimento embrionário. Desde 1985, Nüsslein-Volhard dirige o Instituto Max Planck de Biologia do Desenvolvimento, em Tübingen, e também o Departamento de Genética da instituição. Em 1986, recebeu o Prêmio Gottfried Wilhelm Leibniz do Deutsche Forschungsgemeinschaft, que é a maior honraria concedida a um pesquisador alemão. 
Desde 2001, é membro do Ethikrat Nationaler (Conselho Nacional de Ética da Alemanha), atuando na avaliação, do ponto de vista ético, dos novos desenvolvimentos nas ciências da vida e sua influência sobre o indivíduo e a sociedade.

## Pesquisas sobre a drosófila
As pesquisas que levaram Nüsslein-Volhard e seus colaboradores a ganharem o Nobel tinham como escopo identificar os genes envolvidos no desenvolvimento dos embriões da Drosophila melanogaster, organismo há muito utilizado como modelo em estudos genéticos, seja em razão do seu breve ciclo vital seja por suas dimensões reduzidas - características adequadas aos estudos de laboratório.
Os gens envolvidos no desenvolvimento embrional foram identificados pela produção de mutações casuais nas moscas e submetendo-as a cruzamentos de hibridação. Assim, verificando-se os defeitos de desenvolvimento, desde as simples modificações até a sua total ausência -, foi possível identificar, precisamente, os genes afetados pelas mutações induzidas e detectar aqueles genes específicos e cruciais para o processo de evolução da Drosophila. A alguns desses genes foram dados nomes específicos (como hedgehog), e estudos posteriores dos mutantes e suas interações levaram à compreensão dos mecanismos de desenvolvimento dos segmentos corpóreos. Tais experimentos foram indubitável importância, pois seus resultados podiam ser extrapolados para outros organismos. De fato, logo depois, foi encontrada uma homologia em outras espécies - em particular, as chamadas sequências homeobox (Hox), genes que codificam fatores de transcrição envolvidos no desenvolvimento, foram encontrados em todos os metazoários com funções semelhantes na segmentação do corpo. 
Esses resultados levaram também hipóteses acerca de um ancestral comum aos protostômios e aos deuterostômios e contribuíram para o conhecimento dos mecanismos de regulação da transcrição celular.
Nüsslein-Volhard é igualmente lembrada pela descoberta do gene toll, importante resultado que levou à posterior identificação dos receptores toll-like.

## Publicações
Nüsslein-Volhard publica vários artigos em revistas especializadas. Ela também escreveu uma série de livros de não-ficção e de ciência popular.
Publicações em revistas especializadas (seleção)
- C. Nüsslein-Volhard, E. Wieschaus: Mutations affecting segment number and polarity. Nature 287 (1980), S. 795–801.
- W. Driever, C. Nüsslein-Volhard: A gradient of bicoid protein in the Drosophila embryo. Cell 54 (1988), S. 83–94.
- D. St.Johnston, C. Nüsslein-Volhard: The Origin of Pattern and Polarity in the Drosophila Embryo. Cell 68 (1992), S. 201–219.
- C. Nüsslein-Volhard: The identification of Genes controlling Development in Flies and Fishes. Les Prix Nobel, Stockholm 1996.
- H. Knaut, C. Werz, R. Geisler, C. Nüsslein-Volhard (The Tübingen 2000 screen Consortium): A zebrafish homologue of the chemokine receptor Cxcr4 is a germ-cell guidance receptor. Nature 421(6920) (2003), S. 279–282.
- D. Gilmour, H. Knaut, H.-M. Maischein, C. Nüsslein-Volhard: Towing of sensory axons by their migrating target cells in vivo. Nature Neurosci. 7(5) (2004), S. 491–492.

Não-ficção
- Von Genen und Embryonen. Reclam, Stuttgart 2004, ISBN 3-15-018262-X.
- Das Werden des Lebens – Wie Gene die Entwicklung steuern. Beck, München 2004, ISBN 3-406-51818-4.
- Wann ist ein Mensch ein Mensch? C. F. Müller, 2003.
- Gradienten als Organisatoren der Embryonalentwicklung. In: Spektrum der Wissenschaft.
- Mein Kochbuch. Insel, ISBN 978-3-458-06880-8.
- Coming to life: how genes drive development. Kales Press, EUA 2006, ISBN 978-0-9670076-7-0.
- Die Schönheit der Tiere: Evolution biologischer Ästhetik, Berlim: Matthes & Seitz 2017, ISBN 978-3-95757-457-2.

Publicações de ciência popular
- Vom Ei zum Organismus. Jahrbuch der Max-Planck-Gesellschaft, Vandenhoeck und Ruprecht, Göttingen 1991, S. 37–52.
- Die Neubildung von Gestalten bei der Entwicklung der Tiere. Verhandlungsband der Gesellschaft deutscher Naturforscher und Ärzte, 1993.
- Gradienten als Organisatoren der Embryonalentwicklung. Spektrum der Wissenschaft, Out. 1996.
- Genetik für Gourmets. Offener Brief an Wolfram Siebeck. Die Zeit, Nov. 1998.
- Den Göttern gleich ich nicht. Frankfurter Allgemeine Zeitung, Fev. 2001.
- Wann ist ein Tier ein Tier, ein Mensch kein Mensch? Frankfurter Allgemeine Zeitung, Oktober 2001.
- Von Genen und Embryonen. Berliner Lektion, 2001.
- Der Mensch nach Maß – unmöglich. Süddeutsche Zeitung am Wochenende, Dez. 2001.
- Frauen an die Forschungsfront. Die Zeit, Mai 2002.
- Kinderwunsch – Wunschkinder. Ein Pro zur Präimplantationsdiagnostik. - Emma, 2002.
- Forschung an menschlichen Embryonen? In: Knoepffler, Schipanski (Hrsg.): Humanbiotechnologie als gesellschaftliche Herausforderung. Verlag Karl Alber, 2005, S. 25–44.
- Warum Tiere so verschieden aussehen: Von Fliegen, Fischen und der Entstehung der Wirbeltiere. In: Vom Urknall zum Bewusstsein. Verhandlungen der Gesellschaft Deutscher Naturforscher und Ärzte, Georg Thieme Verlag, 2007, S. 207–224.